# Herkulovi podvizi
Herkulovi podvizi (izdan 1947.) je zbirka 12 kratkih priča Agathe Christie gdje glavnu ulogu ima Hercule Poirot.

## Radnja
Ideja je bila izuzetno privlačna Herculeu Poirotu... Štoviše, godila je njegovoj neizmjernoj taštini. Prije nego što se povuče u mirovinu kako bi uzgajao divovske tikvice, belgijski detektiv odlučuje preuzeti dvanaest pomno odabranih slučajeva. Svi će oni nalikovati na jedinstvena i neponovljiva djela snage koje je izveo mišićavi heroj drevne Grčke, legendarni Herkul, ali s jednom iznimkom. Naime, kad se izbirljivi Poirot susretne sa svojim modernim čudovištima, snagu mu neće predstavljati mišići, već njegov briljantni um, poznate "male sive stanice" koje ga čine toliko uspješnim u rješavanju i najzamršenijih zločina. Slučajevi se prilično razlikuju jedan od drugog; Poirot će tako pokušati ući u trag zlokobnom ubojici u švicarskim Alpama, nastojati odgonetnuti što leži u pozadini zagonetnih smrti pripadnika jednog religioznog kulta, učinit će sve ne bi li spasio mladog političara od potencijalnih ucjenjivača, radi starog prijatelja otići će čak i u pakao...  
Dvanaest priča su:
1. Nemejski lav
2. Lernejska hidra
3. Arkadijski jelen
4. Erimantski vepar
5. Augejeve staje
6. Stimfalske ptice
7. Kretski bik
8. Diomedovi konji
9. Hipolitin pojas
10. Gerionovo stado
11. Hesperidine jabuke
12. Hvatanje Kerbera

## Ekranizacija
Herkulovi podvizi ekranizirani su kao TV film u trinaestoj, posljednjoj sezoni (2013.) TV serije Poirot s Davidom Suchetom u glavnoj ulozi. Adaptacija je kombinirala Arkadijskog jelena,
Erimantskog vepra, Stimfalske ptice, Hipolitin pojas i Hvatanje Kerbera u jedan misterij, a Erimantski vepar je imao središnju ulogu. Sadržaj Arkadijskog jelena i Stimfalskih ptica također je vjerno prikazan, dok su prisutni samo dijelovi iz drugih. Osnove Lemesurierova nasljedstva uvrštene su u ovu ekranizaciju.

## Poveznice
- Herkulovi podvizi  Arhivirana inačica izvorne stranice od 14. srpnja 2014. (Wayback Machine) na Agatha-Christie.net, najvećoj domaćoj stranici obožavatelja Agathe Christie